# Liste d'élections en 1864
Chronologie des élections
- 1860
- 1861
- 1862
- 1863
- 1864
- 1865
- 1866
- 1867
- 1868

Cet article recense les élections organisées durant l'année 1864.

## Élections nationales en 1864
| Date                          | État       | Élection ou référendum                    | Contexte | Résultat |
| ----------------------------- | ---------- | ----------------------------------------- | -------- | --- |
| 3 janvier                     | Équateur   | Vice-présidentielle (es)                  |          | Cette section est vide, insuffisamment détaillée ou incomplète. Votre aide est la bienvenue ! Comment faire ? |
| 14 février - 10 mars          | Argentine  | Législatives (es)                         |          | Cette section est vide, insuffisamment détaillée ou incomplète. Votre aide est la bienvenue ! Comment faire ? |
| 15 février                    | Honduras   | Présidentielle (en)                       |          | Cette section est vide, insuffisamment détaillée ou incomplète. Votre aide est la bienvenue ! Comment faire ? |
| 1er avril                     | Colombie   | Présidentielle                            |          | Cette section est vide, insuffisamment détaillée ou incomplète. Votre aide est la bienvenue ! Comment faire ? |
| 4 - 7 juin                    | Roumanie   | Référendum constitutionnel                |          | Cette section est vide, insuffisamment détaillée ou incomplète. Votre aide est la bienvenue ! Comment faire ? |
| 7 juin                        | Danemark   | Législatives (en)                         |          | Cette section est vide, insuffisamment détaillée ou incomplète. Votre aide est la bienvenue ! Comment faire ? |
| 14 juin                       | Pays-Bas   | 2de Chambre (nl)                          |          | Cette section est vide, insuffisamment détaillée ou incomplète. Votre aide est la bienvenue ! Comment faire ? |
| 8 août                        | Serbie     | Législatives (sr)                         |          | Cette section est vide, insuffisamment détaillée ou incomplète. Votre aide est la bienvenue ! Comment faire ? |
| 11 août                       | Belgique   | Législatives (nl)                         |          | Cette section est vide, insuffisamment détaillée ou incomplète. Votre aide est la bienvenue ! Comment faire ? |
| 11 septembre                  | Portugal   | Législatives (en)                         |          | Cette section est vide, insuffisamment détaillée ou incomplète. Votre aide est la bienvenue ! Comment faire ? |
| 1er octobre                   | Venezuela  | Présidentielle (es)                       |          | Cette section est vide, insuffisamment détaillée ou incomplète. Votre aide est la bienvenue ! Comment faire ? |
| 8 novembre                    | États-Unis | Présidentielle                            |          | Réélection d'Abraham Lincoln.                                                                                 |
| 22 novembre                   | Espagne    | Générales                                 |          | Cette section est vide, insuffisamment détaillée ou incomplète. Votre aide est la bienvenue ! Comment faire ? |
| 24 - 25 novembre              | Roumanie   | Générales (en)                            |          | Cette section est vide, insuffisamment détaillée ou incomplète. Votre aide est la bienvenue ! Comment faire ? |
| 4 décembre                    | Salvador   | Présidentielle (en)                       |          | Cette section est vide, insuffisamment détaillée ou incomplète. Votre aide est la bienvenue ! Comment faire ? |
| 5 juin 1864 - 7 novembre 1865 | États-Unis | Législatives (chambre (en) et sénat (en)) |          | Voir l'article Liste d'élections en 1865.                                                                     |

## Élections en subdivisions nationales en 1864
Cette section concerne les élections législatives dans un État fédéré, une subdivision territoriale ou une colonie d'un État souverain, ainsi que leurs principaux référendums.
| Date                               | Subdivision            | État               | Élection ou référendum | Contexte | Résultat |
| ---------------------------------- | ---------------------- | ------------------ | ---------------------- | -------- | --- |
| 1864                               | Dalmatie               | Empire d'Autriche  | Législatives (en)      |          | Cette section est vide, insuffisamment détaillée ou incomplète. Votre aide est la bienvenue ! Comment faire ? |
| 22 novembre 1864 - 10 janvier 1865 | Nouvelle-Galles du Sud | Empire britannique | Coloniales (en)        |          | Voir l'article Liste d'élections en 1865.                                                                     |